# Bolbodimyia atrata
Bolbodimyia atrata är en tvåvingeart som först beskrevs av James Stewart Hine 1904.  Bolbodimyia atrata ingår i släktet Bolbodimyia och familjen bromsar. Inga underarter finns listade i Catalogue of Life.